# Afrassiab (site archéologique)
Pour les articles homonymes, voir Afrassiab (homonymie).
Afrassiab ou Afrāsiab (en ouzbek : Afrosiyob) est un site archéologique situé près de Samarcande en Ouzbékistan.
Depuis 2001, 229 hectares en sont classés comme partie intégrante du site UNESCO Samarkand, carrefour de culture.
Le musée du site  possède les plus vieux pions d'échecs connus ainsi qu'une salle abritant la fresque des ambassadeurs.

## Historique
Afrassiab se trouve sur la route de la soie, aux frontières de la Perse achéménide. Traditionnellement fondée pendant le VIIIe – VIIe siècle av. J.-C., la cité d'Afrassiab a des emplacements confirmés archéologiquement comme datant de 500 av. J.-C. jusqu'au XIIIe siècle.

Artéfacts découverts sur le site
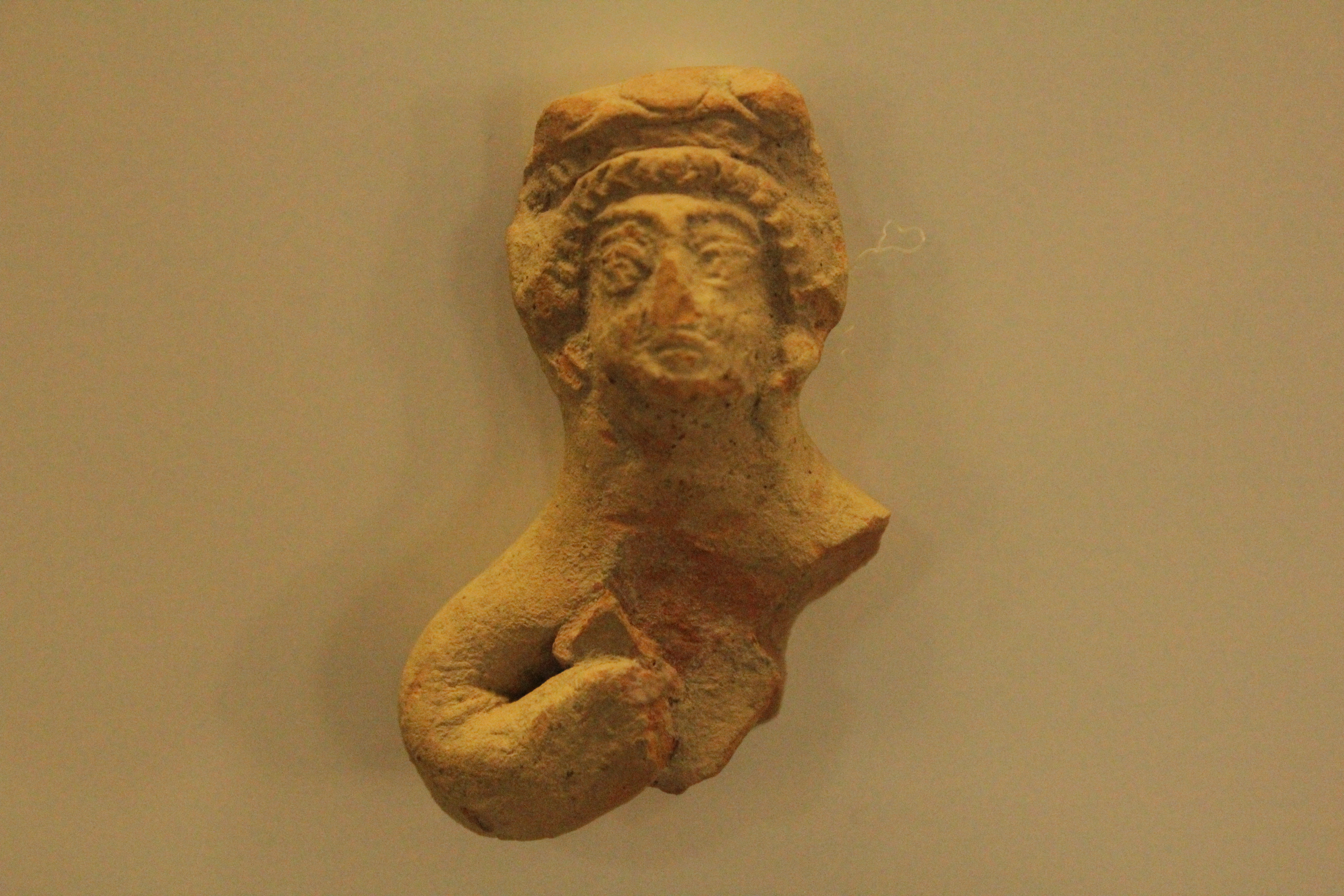
Tête de femme (Statuette)
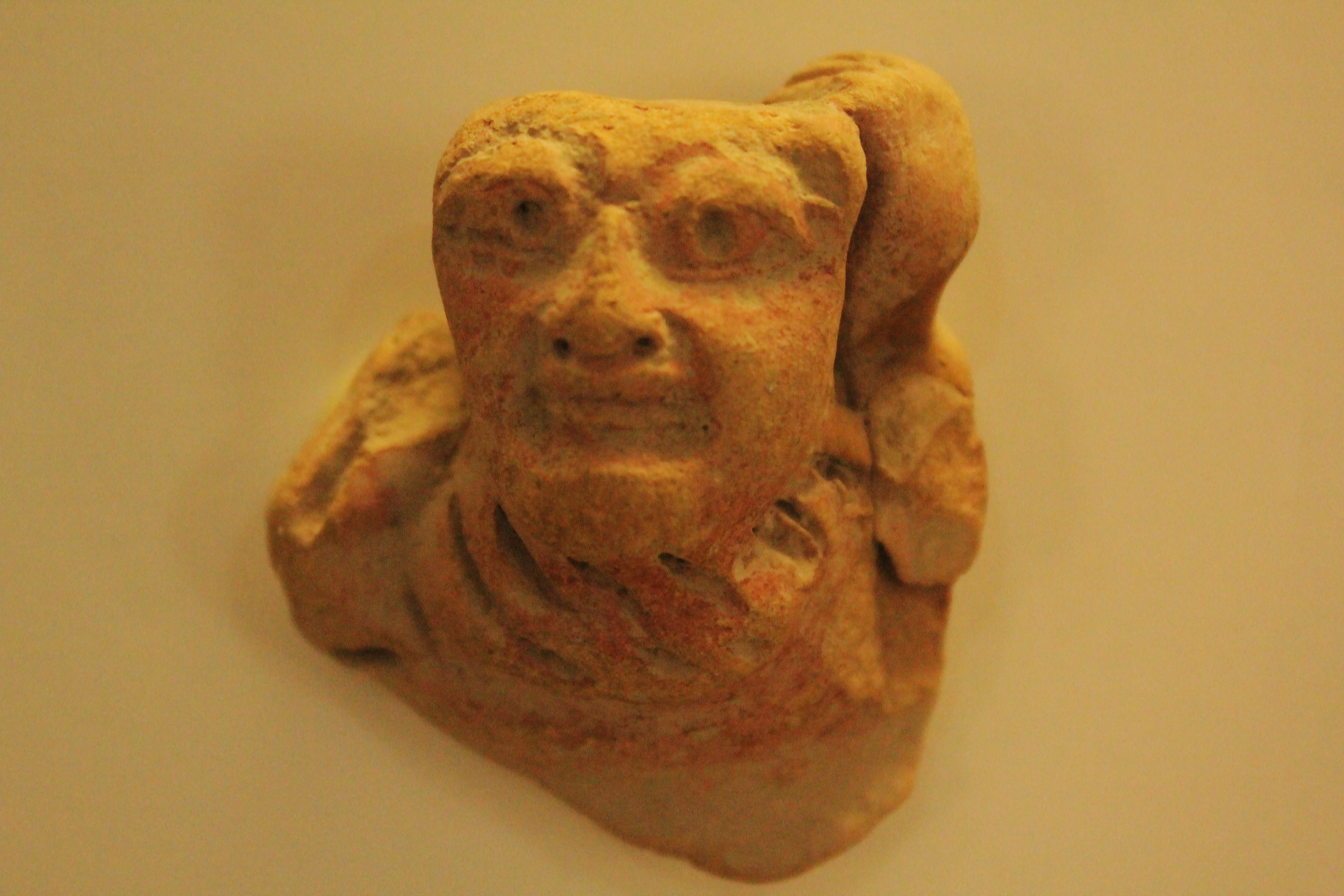
Fragment d'une tête masculine (Statuette)
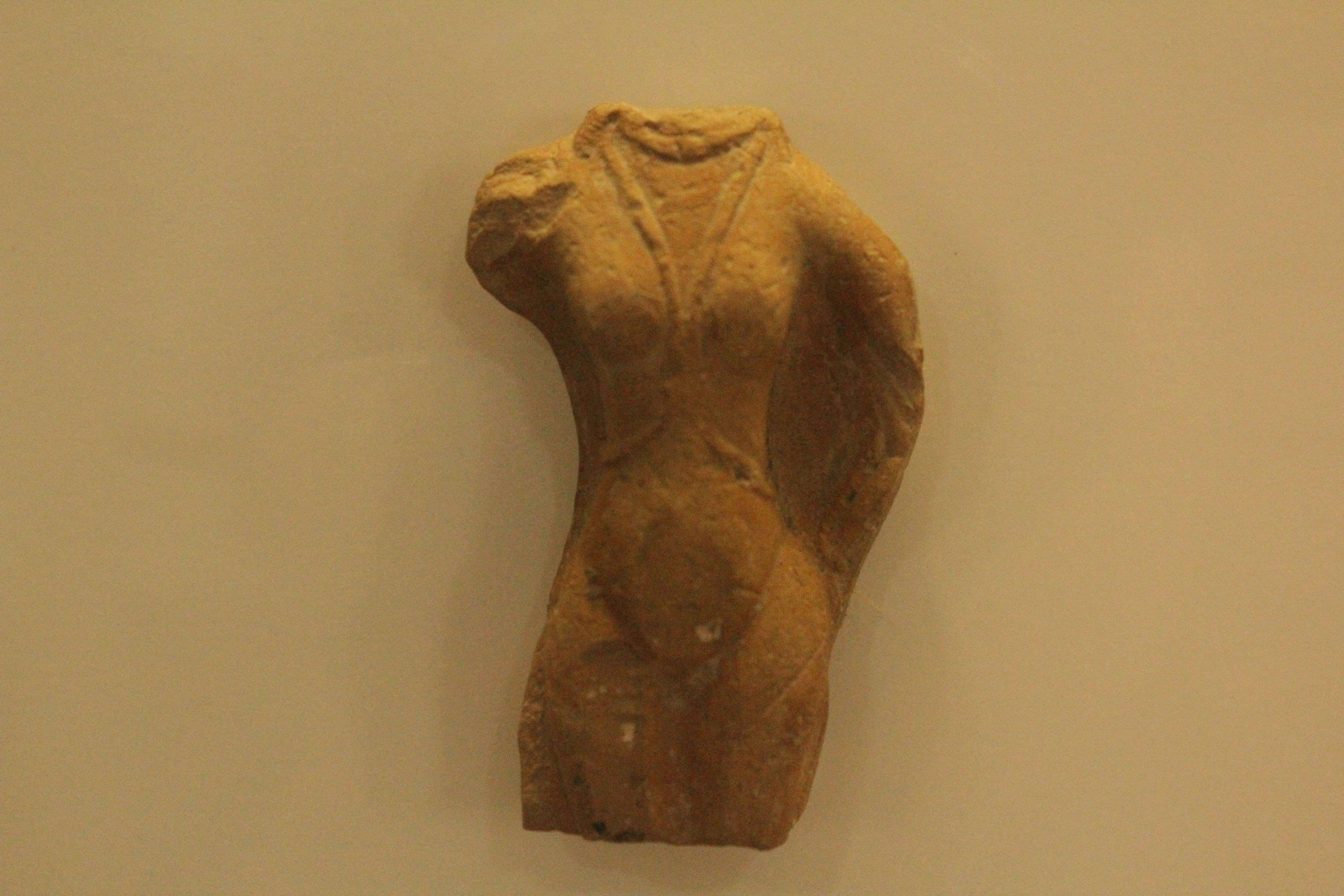
Buste de femme (Statuette)
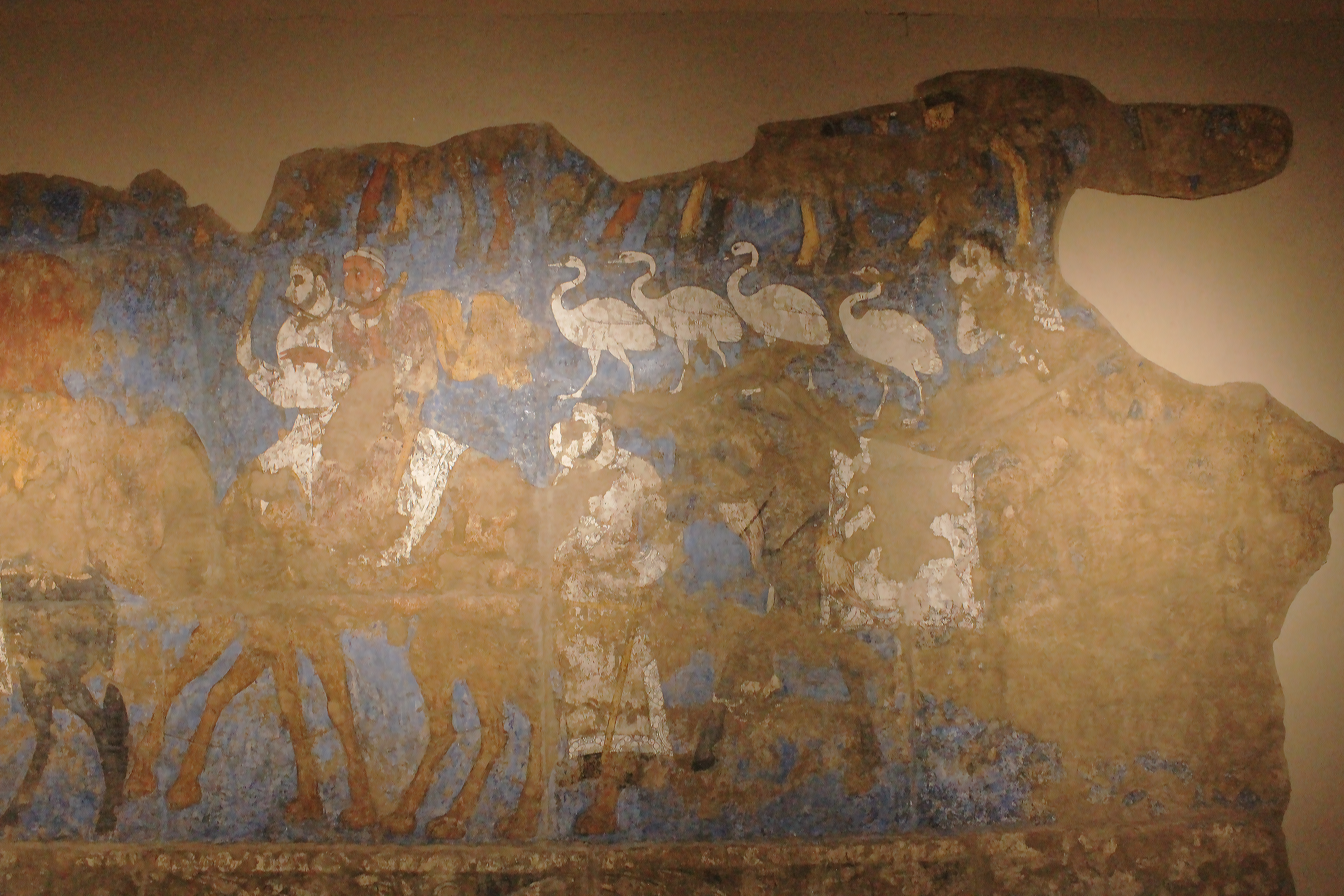
La fresque dite "les ambassadeurs", il s'agit ici d'une copie exposée